# Cho Yi-hyun
Cho Yi-hyun (hangul: 조이현; nascida em 8 de dezembro de 1999) é uma atriz sul-coreana que fez sua estreia como atriz em 2017. Seus papéis mais notáveis incluem Hospital Playlist (2020–2021) e All of Us Are Dead (2022).

## Carreira
Cho fez sua estreia como atriz em 2017. Ela assinou um contrato exclusivo com a JYP Entertainment em 2018, mas no ano seguinte, ela se mudou para a Artist Company.

## Filmografia

### Cinema
| Ano  | Título                                        | Personagem        | Notas |
| ---- | --------------------------------------------- | ----------------- | ----- |
| 2018 | On My Way Home                                | Jo Yi-hyeon       |       |
| 2019 | Byeonshin                                     | Park Hyeon-ju     |       |
| 2019 | Gibangdoryeong                                | Soo-yang          |       |
| 2022 | Donggam                                       | Mu-nee            |       |
| 2023 | Cheonbaksa toima yeonguso: seolgyeongui bimil | Filha do Sr. Park | Cameo |

### Séries de televisão
| Ano       | Título                  | Personagem            | Notas          |
| --------- | ----------------------- | --------------------- | -------------- |
| 2017      | Witch at Court          | Hong Seon-hwa (jovem) |                |
| 2018      | The Guest               | Han Mi-jin (jovem)    | Cameo, Ep. 7   |
| 2018      | Bad Papa                | Kim Se-jung           |                |
| 2018      | Less Than Evil          | Bae Yeo-wool          |                |
| 2019      | My Country: The New Age | Seo Yeon              |                |
| 2020–2021 | Hospital Playlist       | Jang Yoon-bok         | Temporadas 1–2 |
| 2020      | How to Buy a Friend     | Shin Seo-jeong        |                |
| 2021–2022 | School 2021             | Jin Ji-won            |                |
| 2023      | The Matchmakers         | Jeong Soon-deok       |                |

### Webséries
| Ano           | Título                             | Personagem  | Notas                            |
| ------------- | ---------------------------------- | ----------- | -------------------------------- |
| 2017          | Real Life Love Story: 3ª Temporada |             | Papel diferente em cada episódio |
| 2017          | Sweet Revenge                      | Ye-ri       |                                  |
| 2022–presente | All of Us Are Dead                 | Choi Nam-ra | 1ª Temporada–presente            |
| ASA           | Vampire Chef                       | Kang Mi-ro  |                                  |

### Aparições em videoclipes
| Ano  | Título da música           | Artista                   |
| ---- | -------------------------- | ------------------------- |
| 2018 | "Quit" (뚝)                | Jang Woo-young            |
| 2018 | "After You" (그대 떠난 뒤) | Jo Hyun-ah (Urban Zakapa) |

### Apresentação
| Ano  | Título                        | Notas                           |
| ---- | ----------------------------- | ------------------------------- |
| 2023 | 2023 KBS Entertainment Awards | com Shin Dong-yup e Joo Woo-jae |

## Prêmios e indicações
| Associações                   | Ano  | Categoria                          | Nomeações                              | Resultado |
| ----------------------------- | ---- | ---------------------------------- | -------------------------------------- | --------- |
| APAN Star Awards              | 2022 | Melhor Atriz Revelação             | School 2021 All of Us Are Dead         | Indicada  |
| Baeksang Arts Awards          | 2022 | Melhor Atriz Revelação – Televisão | All of Us Are Dead                     | Indicada  |
| Blue Dragon Series Awards     | 2022 | Melhor Atriz Revelação             | All of Us Are Dead                     | Indicada  |
| Brand Customer Loyalty Awards | 2022 | Melhor Atriz Revelação             | Cho Yi-hyun                            | Venceu    |
| Brand of the Year Awards      | 2022 | Melhor Atriz Revelação             | Cho Yi-hyun                            | Venceu    |
| Chunsa Film Art Awards        | 2020 | Melhor Atriz Revelação             | Metamorphosis                          | Indicada  |
| Director's Cut Awards         | 2023 | Melhor Atriz em Televisão          | All of Us Are Dead                     | Indicada  |
| KBS Drama Awards              | 2021 | Melhor Atriz Revelação             | School 2021                            | Indicada  |
| KBS Drama Awards              | 2021 | Prêmio de Melhor Casal             | Cho Yi-hyun com Kim Yo-han School 2021 | Venceu    |

### Listas
| Editora | Ano  | Lista                                      | Colocação |
| ------- | ---- | ------------------------------------------ | --------- |
| Forbes  | 2022 | Celebridade em Ascensão do Poder da Coreia | Colocada  |